# 代赫佳爾內
50°26′21″N 37°26′59″E / 50.43917°N 37.44972°E
代赫佳爾內（羅馬化：Dehtiarne）是一條位於烏克蘭東部的村莊，由哈爾科夫州丘胡伊夫区的沃夫昌斯克市鎮負責管轄。該村始建於1705年，面積0.66平方公里，海拔高度179米，2001年人口72，人口密度每平方公里109.1人。